# Сербское рукописное письмо

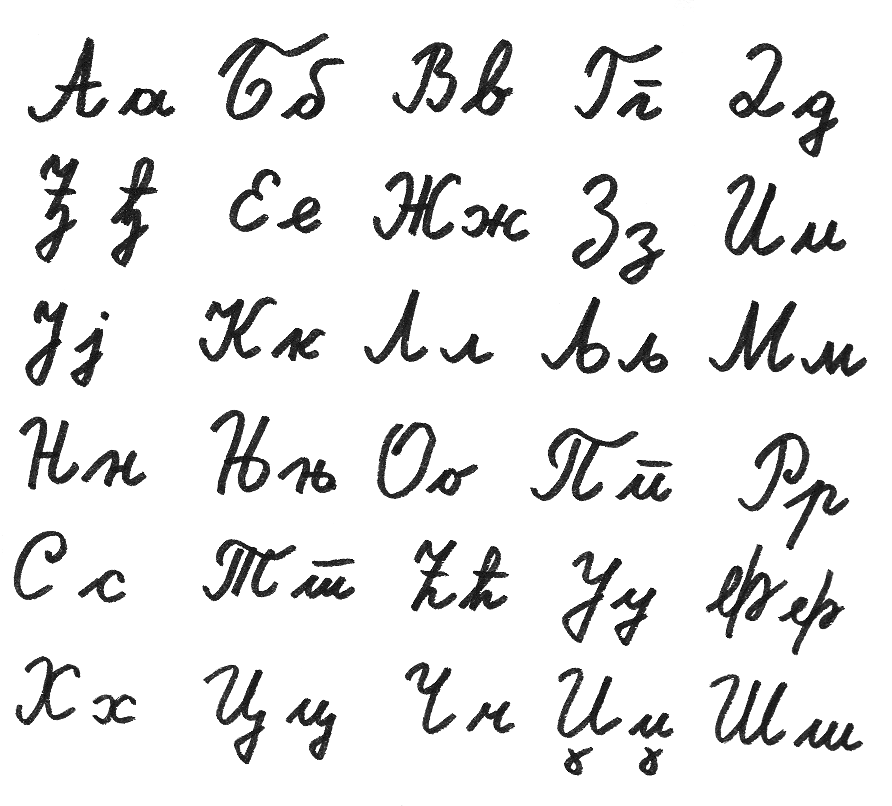
Сербское рукописное письмо

Сербское рукописное письмо — рукописная форма сербского кириллического алфавита. Начертание букв значительно отличается от прямого типографского шрифта. Письмо осуществляется с наклоном, при этом буквы в словах соединяются между собой. Начертание прописных и строчных букв различается.

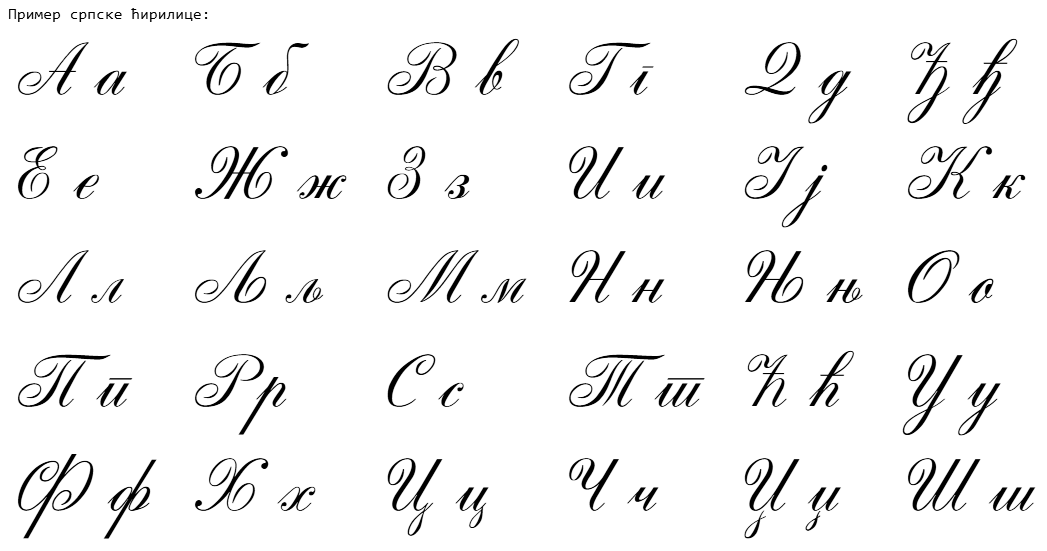
Шрифт, имитирующий сербское рукописное письмо

Начертание некоторых букв различается по сравнению с русским рукописным письмом. Прежде всего это относится к строчным п, т (хотя сербское рукописное написание последней также встречается в России), иногда также б, г, д, з и к прописным Б, Д, Н. Подобные начертания этих букв распространены в государствах бывшей Югославии, до середины XX века были также распространены в Болгарии.